# Дикинсон, Эмили
Э́мили Эли́забет Ди́кинсон (англ. Emily Elizabeth Dickinson; 10 декабря 1830 года, Амхерст, Массачусетс — 15 мая 1886 года, там же) — американская поэтесса
При жизни опубликовала менее десяти стихотворений (большинство источников называют цифры от семи до десяти) из тысячи восьмисот, написанных ею. Даже то, что было опубликовано, подверглось серьёзной редакторской переработке, чтобы привести стихотворения в соответствие с поэтическими нормами того времени. Стихи Дикинсон не имеют аналогов в современной ей поэзии. Их строки коротки, названия, как правило, отсутствуют,  часто встречается необычная пунктуация и использование заглавных букв. Многие её стихи содержат мотивы смерти и бессмертия, эти же сюжеты пронизывают её письма к друзьям.
Хотя большинство её знакомых знали о том, что Дикинсон пишет стихи, масштаб её творчества стал известен только после её смерти, когда её младшая сестра Лавиния в 1886 году обнаружила неопубликованные произведения. Первое собрание поэзии Дикинсон было опубликовано в 1890 году и подверглось сильной редакторской правке; полное и почти неотредактированное издание было выпущено лишь в 1955 году. Хотя публикации вызвали неблагоприятные отзывы критики в конце XIX и начале XX века, в настоящее время Эмили Дикинсон рассматривается критикой как одна из величайших американских поэтов. В 1985 году в её честь назван кратер Дикинсон на Венере.

## Биография

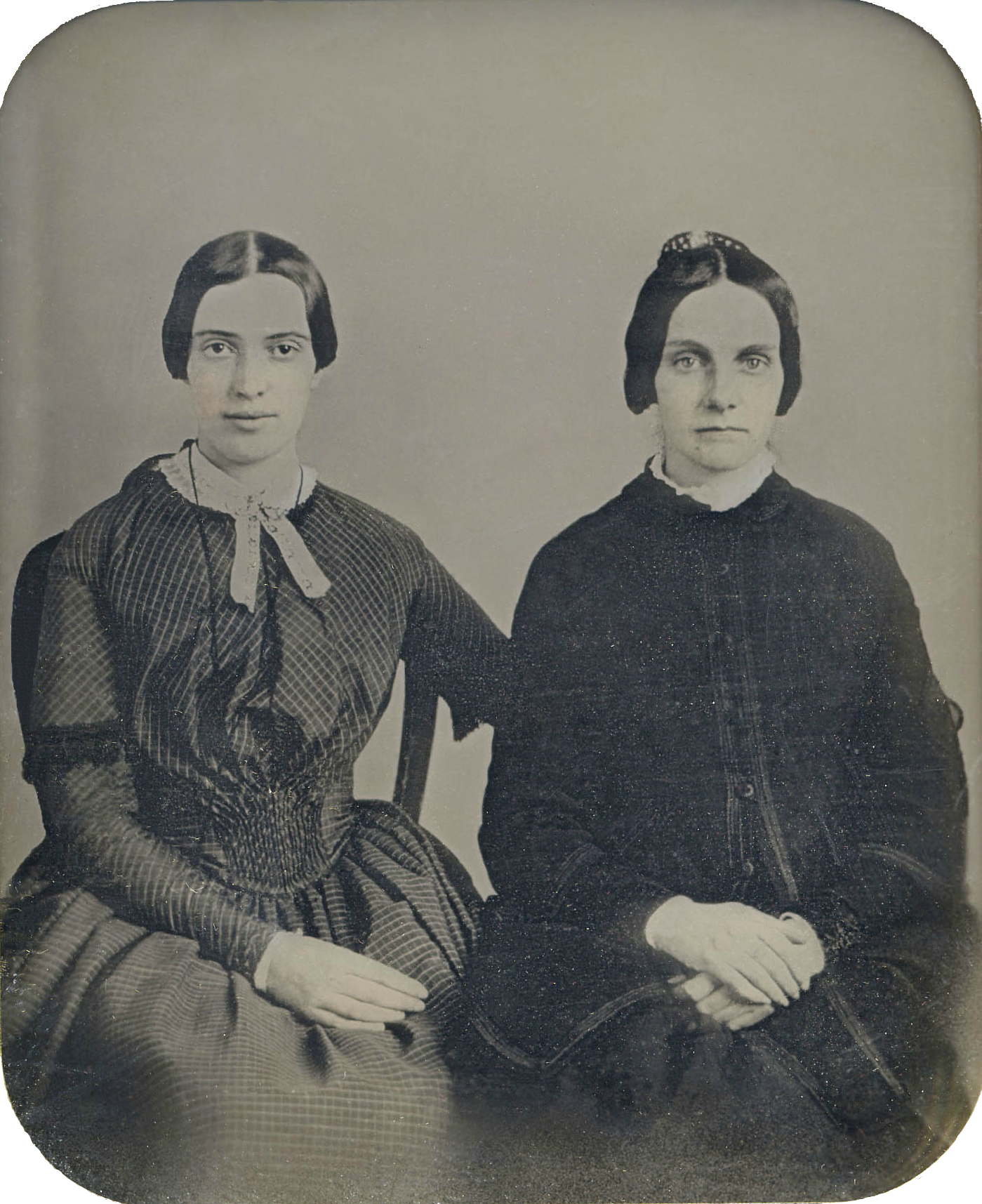
Предположительно, на этом дагеротипе запечатлены Эмили Дикинсон и её подруга Кейт Скотт Тёрнер (около 1859 г.)

Родилась в Новой Англии в пуританской семье, жившей в Массачусетсе с XVII века. Отец, Эдвард Дикинсон, был юристом и политиком, долгое время входил в палату представителей и сенат штата, был конгрессменом США. Мать — Эмили Дикинсон, урождённая Норкросс. Эмили была средней из трёх детей: брат Уильям Остин (известен как Ости) был на год старше её, а сестра Лавиния — на три года младше. В доме в Амхерсте, где родилась Эмили Дикинсон, сейчас находится её мемориальный музей.
Посещала начальную школу на Плезэнт-Стрит. В 1840 году начала одновременно с сестрой обучение в Академии Амхерста, которая только за два года до этого стала принимать девочек. В академии провела семь лет, пропустив несколько семестров по болезни. Изучала английский, латынь, литературу, историю, ботанику, геологию, психологию и арифметику. Многие знакомства, начатые в Академии, продолжились в течение всей жизни Дикинсон. Закончила она академию летом 1847 года, затем по март 1848 года обучалась в женской семинарии Маунт-Холиоук (в 16 км от Амхерста). Причины её ухода из семинарии неизвестны, после этого вернулась в семью родителей в Амхерст и всю оставшуюся жизнь прожила там, редко удаляясь от дома более чем на пять миль.
В апреле 1844 года двоюродная сестра Эмили, София Холланд, с которой она была в близких отношениях, умерла от тифа. Это оказало на Дикинсон серьёзное влияние, она стала столь меланхоличной, что родители отправили её в Бостон для восстановления. Позже она некоторое время проявляла интерес к религии и регулярно посещала церковь, но в 1852 году прекратила, так и не сделав формального заявления о своей вере.
Несмотря на строгие пуританские нравы в семье, Дикинсон была знакома с современной литературой. Друг её семьи Бенджамин Франклин Ньютон познакомил её с поэзией, в частности, Вордсворта и Эмерсона.

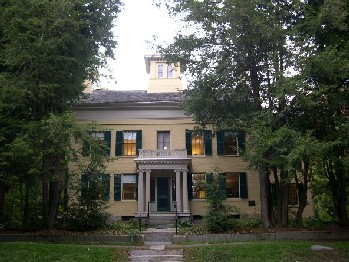
Дом семьи Дикинсон

Весной 1855 года вместе с матерью и сестрой совершила одно из самых дальних своих путешествий, проведя три недели в Вашингтоне, где её отец представлял Массачусетс в Конгрессе, а затем две недели в Филадельфии. Там она познакомилась со священником Чарльзом Уодсуортом, который стал одним из её ближайших друзей, несмотря на то, что впоследствии они виделись только дважды.
Соседи считали её эксцентричной, в частности, за то, что она всегда надевала белое платье и редко выходила приветствовать гостей, а позже и вовсе не покидала своей комнаты. Большая часть её друзей не были с ней лично знакомы, а лишь вели с ней переписку.
После расставания в 1862 году с человеком, которого она любила, практически перестала общаться с людьми, не считая родных и самых близких друзей.
Дикинсон писала, что мысль о публикации «ей чужда, как небосвод — плавнику рыбы». Первая книга стихов «Poems by Emily Dickinson» вышла посмертно, в 1890 году, и имела определённый успех. За этой публикацией последовали многие другие. Ныне Эмили Дикинсон считается одной из важнейших фигур американской и мировой поэзии и самым читаемым в мире и в своей стране американским поэтом всех времён.
Джон Бойнтон Пристли отзывался о ней так:

Наполовину старая дева, наполовину любопытный тролль, а в сущности — смелый и «сосредоточенный» поэт, по сравнению с которым мужчины, поэты её времени, кажутся робкими и скучными.

## Болезнь и смерть
Несмотря на то, что Дикинсон продолжала писать в свои последние годы, она перестала редактировать и систематизировать стихотворения. Она также добилась от своей сестры Лавинии обещания сжечь все рукописи. Лавиния, никогда не состоявшая в браке, жила в фамильном доме вплоть до своей смерти в 1899 году. 1880-е были тяжёлым временем для оставшихся Дикинсонов. Неотвратимо отдалившийся от своей жены, Остин в 1882 году влюбляется в Мейбел Лумис Тодд, жену профессора Амхерстского колледжа, переехавшую недавно. Тодд никогда не встречалась с Дикинсон, но была заинтригована ею и говорила о ней так — «леди, которую называют мифом». Остин отдалился от семьи, так как его роман продолжился и его жена болезненно переносила свои страдания. Мать Дикинсон умерла 14 ноября 1882 года. 5 недель спустя поэтесса написала: «Мы никогда не были близки… Пока она была нашей матерью — но шахты под землёй соединились тоннелями и она стала нашим ребёнком, пришла любовь.» В следующем году младший сын Остина и Сью — Гилберт, скончался от брюшного тифа.
Видя смерть за смертью, Дикинсон поняла, что её мир изменился. Осенью 1884 года она написала: «Эти смерти слишком отпечатались на мне, и прежде, чем я могла оправиться от одной, приходила другая». Тем летом она увидела, что «великая темнота приближается», и потеряла сознание на кухне. Она была без сознания до поздней ночи и затем долго болела. Дикинсон была прикована к постели в течение нескольких месяцев, но сумела отправить последние письма к весне. Последние письма были высланы кузинам, Луизе и Френсис Норкросс, с простым содержанием: «Маленькие кузины, позвали назад. Эмили». 15 мая 1886 года Эмили Дикинсон скончалась в возрасте 55 лет.
В качестве причины смерти лечащий врач указал брайтову болезнь, под которой в то время могло подразумеваться как тяжелое заболевание почек, так и артериальная гипертензия. На второй вариант указывают также описанные им тяжелые мигрени и приступы тошноты, которым была подвержена Эмили незадолго до смерти.

## Поэзия
Стихи Дикинсон обычно делятся на три отдельных периода, причем произведения каждого периода имеют определенные общие черты.
- До 1861 года: в период до 1858 года стихи чаще всего носят условный и сентиментальный характер[16]. Томас Х. Джонсон, позже опубликовавший «Стихотворения Эмили Дикинсон», смог датировать только пять стихотворений Дикинсон, написанных до 1858 года. Две из них представляют собой имитацию валентинок, выполненную в богато украшенном и юмористическом стиле, две другие представляют собой обычные тексты, одна из которых повествует о том, что она скучает по ее брату Остину, а пятое стихотворение, начинающееся со слов «Весной у меня есть птица», передает ее горе по поводу боязни потери дружбы и было отправлена к своей подруге Сью Гилберт[17]. В 1858 году Дикинсон начала собирать свои стихи в небольшие сшитые вручную книжки, которые она называла сборниками.
- 1861–1865: Это был ее самый творческий период, и эти стихи представляют собой ее самую энергичную и творческую работу. Ее поэтическое творчество также резко возросло в этот период. По оценке Джонсона, она сочинила 35 стихотворений в 1860 г., 86 стихотворений в 1861 г., 366 в 1862 г., 141 в 1863 г. и 174 в 1864 г. Именно в этот период Дикинсон полностью развила свои темы, касающиеся природы, жизни и смертности[18].
- После 1866 года: только треть стихов Дикинсон была написана за последние двадцать лет ее жизни, когда ее поэтическое творчество значительно замедлилось. В этот период она больше не собирала свои стихи в сборники[18].

### Основные темы
Дикинсон не оставила официального заявления о своих эстетических намерениях, и из-за разнообразия ее тем ее работы не вписываются ни в один жанр. Наряду с Эмерсоном (стихи которого восхищали Дикинсон) ее считали трансценденталистом Однако Фарр не согласен с этим анализом, говоря, что «неустанно измеряющий ум Дикинсон... сдувает воздушную возвышенность Трансцендентального». Помимо основных тем, обсуждаемых ниже, поэзия Дикинсон часто использует юмор, каламбуры, иронию и сатиру.
Цветы и сады
Фарр отмечает, что «стихи и письма Дикинсон почти полностью касаются цветов» и что намеки на сады часто относятся к «воображаемой сфере ... где цветы [являются] часто символами действий и эмоций». Некоторые цветы, такие как горечавки и анемоны, ассоциируются у нее с молодостью и смирением; другие с благоразумием и проницательностью. Ее стихи часто отправлялись друзьям с сопроводительными письмами и букетами цветов. Фарр отмечает, что в одном из более ранних стихотворений Дикинсон, написанном около 1859 года, похоже, «сама ее поэзия сливается с букетами»:
Мои букеты для пленников —
Тусклые — долгие выжидающие глаза —
Пальцы отказываются от ощипывания,
Терпеливо до рая —
Таковым, если они будут шептать
Об утре и болоте — / У них нет другого поручения,
А у меня нет другой молитвы.
Стихи Мастера
Дикинсон оставила большое количество стихов, адресованных «Синьору», «Сэру» и «Хозяину», которого характеризуют как «возлюбленного Дикинсон на всю вечность». Эти исповедальные стихи часто «обжигают своим самоанализом» и «мучительны для читателя» и обычно берут свои метафоры из текстов и картин времен Дикинсон. Сами члены семьи Дикинсон считали, что эти стихи были адресованы реальным людям, но ученые часто отвергают эту точку зрения. Фарр, например, утверждает, что Мастер — это недостижимая составная фигура, «человек, с определенными характеристиками, но богоподобный», и предполагает, что Мастер может быть «своего рода христианской музой».
Заболеваемость
Стихи Дикинсон отражают ее «раннее и пожизненное увлечение» болезнями, умиранием и смертью. Возможно, что удивительно для старой девы из Новой Англии, в ее стихах говорится о смерти многими способами: «распятие, утопление, повешение, удушение, замораживание, преждевременное захоронение, стрельба, нанесение ножевых ранений и гильотина». Она приберегала свои самые острые взгляды на «смертельный удар, нанесенный Богом» и «похороны в мозгу», часто подкрепляемые образами жажды и голода. Исследователь Дикинсон Вивиан Поллак считает эти упоминания автобиографическим отражением «жаждущей-голодающей личности» Дикинсон, внешним выражением ее нуждающегося образа себя как маленькой, худой и хрупкой. Наиболее психологически сложные стихи Дикинсон исследуют тему о том, что потеря жажды жизни вызывает смерть самого себя, и помещают это на «стык убийства и самоубийства». Смерть и болезненность в поэзии Дикинсон также тесно связаны с зимними темами. Критик Эдвин Фолсом анализирует, как «зима для Дикинсон — это сезон, который заставляет реальность, лишает всякой надежды на превосходство. Это сезон смерти и метафора смерти».
Евангельские стихи
На протяжении всей своей жизни Дикинсон писала стихи, отражающие увлеченность учением Иисуса Христа, и действительно, многие из них адресованы ему. Она подчеркивает современную актуальность Евангелий и воссоздает их, часто с «остроумием и американским разговорным языком». Ученый Дороти Оберхаус считает, что «характерной чертой, объединяющей христианских поэтов ..., является их благоговейное внимание к жизни Иисуса Христа», и утверждает, что глубокие структуры Дикинсон помещают ее в «поэтическую традицию христианского благочестия» наряду с Хопкинсом, Элиотом и Оденом. В рождественском стихотворении Дикинсон сочетает в себе легкость и остроумие, чтобы вновь обратиться к древней теме:
Спаситель, должно быть, был
Послушным джентльменом —
Чтобы зайти так далеко в такой холодный день
Для маленьких товарищей,
Что дорога в Вифлеем
С тех пор как Он и я были мальчиками
Была выровнена, но для этого потребовался бы
Суровый миллиард миль.
Неоткрытый континент
Академик Сюзанна Юхас считает, что Дикинсон рассматривала разум и дух как осязаемые места, которые можно посетить, и что большую часть своей жизни она жила в них. Часто это очень уединенное место называют «неизведанным континентом» и «пейзажем духа» и украшают образами природы. В других случаях образы темнее и неприступнее — замки или тюрьмы с коридорами и комнатами — создают место обитания «себя», где человек пребывает со своим другим «я».

## Исследования
Значительный вклад в издание наследия Эмили Дикинсон внесла её племянница Марта Дикинсон (Мэтти) Бьянки, дочь её брата Остина. Она выпустила восемь томов сочинений поэтессы и опубликовала мемуары о ней, основанные как на собственных воспоминаниях, так и на рассказах своей матери Сьюзен.
В России проблемам творческого наследия Дикинсон посвящены исследования: М. Г. Костицыной, Т. Ю. Аникеевой, С. Б. Джимбинова, С. М. Рабинович, Т. Д. Венедиктовой, И. В. Раюшкиной, С. Г. Виноградовой, Т. Ю. Боровковой, Е. А. Торгунаковой, Г. М. Кружкова и многих других. В Белоруссии среди авторов исследовательских работ об Эмили Дикинсон выделяются[кем?]: Т. Е. Комаровская (Минск), Е. М. Мирошникова (Минск), Ю. С. Пятачков (Минск), Т. Е. Автухович (Гродно), О. И. Гутар (Гродно) и другие. А на Украине «амхерстской отшельнице» посвящены исследования А. А. Ивахненко, С. Д. Павлычко, переводчицы В. Б. Богуславской и других.

## Дикинсон и музыка
Стихи Дикинсон привлекали многих композиторов, среди которых Сэмюэл Барбер, Элиотт Картер, Аарон Копланд, Андре Превин, Майкл Тилсон Томас, Нед Рорем, Освальдо Голихов, Виктория Полевая, Милен Фармер, Виктор Копытько.

## Публикации на русском языке
- Стихотворения / Перевод с английского Веры Марковой. — М.: Художественная литература, 1981. — 174 с. pdf
- Стихотворения / Сост. А. В. Глебовская, С. А. Степанов. Разн. переводы. — СПб.: Симпозиум, 1997, 2001.
- Лирика / Сост. А. И. Кудрявицкого. Разн. переводы. — М.: ЭКСМО-Пресс, 2001.
- Стихи из комода / Пер. Г. М. Кружкова. — СПб.: Азбука-классика, 2010.
- Два заката. — М., 2014.
- Избранница в белом. Стихотворения / Пер. Л. Вагуриной, В. Авсияна. — М.: Звонница, 2016. — ISBN 978-5-88093-309-9.
- Стихотворения. Письма. — М.: Наука, 2007.
- The Poems / Стихотворения / Пер. А. Гаврилова, сост. М. Гавриловой. — М.: ОАО «Радуга», 2001. (На английском языке с параллельным русским текстом.)
- «Я умерла за красоту...» : стихотворения / Эмили Дикинсон ; пер. с англ. Г. Кружкова. СПб. : Азбука, Азбука-Аттикус, 2022.

## Переводы
Поэзия Эмили Дикинсон была переведена на такие языки, как французский, испанский, китайский, карачаево-балкарский, персидский, курдский, грузинский, шведский и русский. Вот несколько примеров таких переводов:
- Королева застенчивых фиалок , курдский перевод Маде Пирионези, опубликованный в 2016 году[28][29][30].
- Французский перевод Шарлотты Мелансон, включающий 40 стихотворений[31].
- Китайский перевод профессора Цзяньсинь Чжоу[32].
- Шведский перевод Энн Ядерлунд[33].
- Персидские переводы: три персидских перевода Эмили Дикинсон доступны от Saeed Saeedpoor, Madeh Piryonesi и Okhovat[28][34].